# Argirios Giannikis
Argirios Giannikis (griechisch Αργύρης Γιαννίκης Argýris Gianníkis, * 9. Juli 1980 in Nürnberg) ist ein griechisch-deutscher Fußballtrainer. 

## Werdegang
Giannikis spielte als Jugendlicher in der Jugendabteilung des Karlsruher SC, wo er nach der A-Jugend aufgrund mehrerer Verletzungen jedoch keine weitere Karriere als Spieler anstrebte und stattdessen ein Studium der Betriebswirtschaftslehre aufnahm.
Ab 2003 trainierte er bei Phönix Mannheim die B-Jugend, ehe er 2005 die B- und A-Jugend des VfL Neckarau übernahm.
Ab 2007 war Giannikis in verschiedenen Trainerpositionen beim Karlsruher SC in der Jugend und bei der zweiten Mannschaft aktiv. 2010 wurde er Trainer der U19 des Vereins, die in der U19-Bundesliga antrat. 2009, 2010 und 2011 trainierte er zudem drei Mal jeweils als Co-Trainer an der Seite von Markus Kauczinski interimsmäßig die Profimannschaft des KSC in der zweiten Bundesliga. Als Kauczinski am 27. März 2012 dauerhaft zum neuen Cheftrainer der Profis ernannt wurde, wurde Giannikis ebenfalls dauerhaft Co-Trainer des Zweitliga-Mannschaft. Nach dem Abstieg am Saisonende in der Relegation gegen den SSV Jahn Regensburg erreichte das Trainergespann mit der Mannschaft in der folgenden Saison 2012/13 den direkten Wiederaufstieg zurück in die zweite Bundesliga. Dort konnte im Anschluss der Klassenerhalt erreicht werden. In der Saison 2014/15 scheiterte man in der Relegation gegen den Hamburger SV knapp am Aufstieg in die erste Bundesliga.
Zur Saison 2016/17 wechselte Giannikis als Co-Trainer gemeinsam mit Kauczinski zum Bundesligisten FC Ingolstadt 04. Nachdem Kauczinski dort im November 2016 bereits nach zehn Spieltagen wieder freigestellt wurde, beendete auch Giannikis seine Tätigkeit in Ingolstadt.
Seine erste Station als Cheftrainer im Seniorenbereich trat Giannikis am 14. Oktober 2017 beim Regionalligisten Rot-Weiss Essen an, bei dem er einen Vertrag bis zum Saisonende unterschrieb. Aufgrund eines angekündigten Vereinswechsels zur neuen Saison 2018/19 wurde er am 7. April 2018 von Essen entlassen und durch Karsten Neitzel ersetzt. In den 13 Ligaspielen unter seiner Leitung hatte die Mannschaft bis dahin 21 Punkte geholt.
Zur neuen Saison 2018/19 schloss er sich dem Drittligisten VfR Aalen an, bei dem er als Nachfolger von Peter Vollmann einen Zweijahresvertrag unterschrieb. Als die Mannschaft nach dem 22. Spieltag in der Liga mit lediglich 17 Punkten sowie vier Punkten Rückstand auf einen Nichtabstiegsplatz auf dem vorletzten Tabellenplatz stand und zudem auch aus dem WFV-Pokal ausgeschieden war, wurde Giannikis dort am 10. Februar 2019 freigestellt. Sein Nachfolger beim VfR Aalen wurde Rico Schmitt.
Zur Saison 2019/20 wurde er vom griechischen Zweitligisten PAS Ioannina verpflichtet. Als die Saison im März 2020 wegen der COVID-19-Pandemie abgebrochen wurde, belegte seine Mannschaft mit sieben Punkten Vorsprung auf den Nächstplatzierten den ersten Tabellenplatz und stieg dadurch in die Super League auf. Die folgende Saison beendete er mit PAS auf dem 8. Tabellenplatz der Super League. In der Saison 2021/22 übernahm Giannikis den Cheftrainerposten bei AEK Athen nach dem 5. Spieltag auf Tabellenplatz 4 und wurde nach dem 25. Spieltag auf Tabellenplatz 3 entlassen.
Am 10. Januar 2024 wurde er als neuer Cheftrainer beim Drittligisten TSV 1860 München vorgestellt und nach rund einem Jahr, am 20. Januar 2025, wieder entlassen.

### Erfolge
Als Trainer:
- Aufstieg in die Super League: 2020 mit PAS Ioannina

Als Co-Trainer:
- Aufstieg in die 2. Bundesliga: 2013 mit dem Karlsruher SC